# Niki Rüttimann
Niki Rüttimann (Thal, 18 de agosto de 1962) fue un ciclista suizo, profesional entre 1984 y 1990. En su palmarés destaca la victoria en la Clásica de San Sebastián de 1984, en el que era su primer año como profesional, y una etapa en el Tour de Francia de 1986, año en el que acabó en la 7.º posición de la clasificación general.

## Palmarés
1980
- Gran Premio Rüebliland (Júnior)

1982
- Gran Premio Guillermo Tell, más 2 etapas

1984
- Clásica de San Sebastián

1985
- París-Bourges

1986
- Estrella de Bessèges
- Ruta del Sur
- 1 etapa del Tour de Francia

1987
- 1 etapa del Tour de Romandía
- 1 etapa de la Dauphiné Libéré

1988
- 2 etapas de la Dauphiné Libéré

### Resultados en el Tour de Francia
- 1984. 11.º de la clasificación general.
- 1985. 13.º de la clasificación general.
- 1986. 7.º de la clasificación general. Vencedor de una etapa
- 1987. Abandona (22.º etapa)
- 1988. 43.º de la clasificación general.
- 1989. Abandona (17.º etapa)
- 1990. Abandona (17.º etapa)

### Resultados en el Giro de Italia
- 1986. 9.º de la clasificación general.